# كش ملك (قصص مصورة)
Checkmate ، قسم من قوات المهام اكس ، هي وكالة عمليات سرية خيالية تظهر في الكتب المصورة الأمريكية التي نشرتها شركة دي سي كومكس، ظهر فريق الأبطال الأشرار هذا لأول مرة في اكشن كومكس رقم 598 وشرع في الحصول على لقبه المستمر كش ملك!  في أعقاب الأحداث التي تم تصويرها في المسلسل المصغر مشروع أوماك و ازمة لا نهائية ، تم إعادة توضيف فريق كش ملك كوكالة تابعة لمجلس الأمن التابع للأمم المتحدة وأعطيت مرة أخرى سلسلتها الخاصة، كش ملك (المجلد 2).

## تاريخ النشر
تم إنشاء منظمة كش ملك بواسطة بول كوبيربيرغ وستيف إرفين، وظهرت الوكالة لأول مرة في اكشن كومكس العدد 598 في عام 1988 . عُرفت مقدمة هذه المنظمة الخيالية باسم الوكالة ، والتي ظهرت لأول مرة في فيجيلانت العدد 36. تم تعيين هاري شتاين كبديل لفالنتينا فوستوك في منصب قيادي للوكالة من قبل أماندا والر. سعى شتاين لاحقًا إلى أكثر الموظفين استقرارًا والمتاحين من المخابرات الأمريكية والدولية ومجتمعات إنفاذ القانون لتشكيل وكالة كش ملك. ستعمل وكالته على توظيف أفضل العملاء تدريبًا واحسنهم تجهيزًا، ويعملون وفقًا للقواعد السرية الأكثر صرامة. بالنسبة للهيكل التنظيمي للوكالة المعاد تنظيمها، اختار شتاين لعبة الشطرنج كنموذج عملي له.
جلب شتاين غاري واشنطن (الفارس الأول) وبلاك ثورن كعملاء كش ملك، وكلاهما كان من أصدقائه، وكلاهما تم تقديمهما خلال مسيرتهما في فيجيلانت.
شارك كش ملك! في أوقات مختلفة مع الوكالات الحكومية الأخرى في عالم دي سي كوميكس، وفي المقام الأول الفرقة الانتحارية ، مما أدى إلى التداخل بينهم في «توجيه جانوس».
تم الغاء كش ملك! بعد 33 إصدارًا لكن المنظمة استمرت في الظهور، في عناوين معظمها تتعلق إما بالحكومة أو باتمان.
بعد أحداث السلسلة المصغرة مشروع أوماك ، تمهيدًا ازمة لا نهائية المحدودة، تمت إعادة تنظيم منظمة كش ملك وتم إحياء عنوانها مع كش ملك (المجلد 2). انتهى هذا المجلد بعد نشر العدد الحادي والثلاثين منه بتاريخ ديسمبر 2008.
بعد إلغاء المجلد الثاني، عاد الفريق في قصة الأزمة الأخيرة كقصة منفصلة بواسطة غريغ روكا وإيريك تراوتمن.

## سيرة شخصية

### كش ملك!(المجلد 1)

#### سيرة شخصية

##### التنظيم والتسمية
اسم كش ملك مأخوذ من تحريكة الفوز في الشطرنج، وتم تصميم تسلسلها الهرمي على غرار القطع المختلفة للعبة الشطرنج؛ ملك واحد وملكة (وزير) وعدة أساقفة (فيلة) والقلاع والأحصنة وبيادق. يشرف الأساقفة (الفيلة) على عمل القلاع من وراء الكواليس بينما تخطط القلاع للمهمات وتشرف على العملاء الميدانيين، أو الفرسان (الأحصنة)، ويدعم الفرسان، البيادق.

#### النشطاء العاملين المعروفين
قائمة النشطاء خلال السلسلة الأولى.

### التاريخ
تم إنشاء الوكالة لأول مرة من قبل أماندا والر لتكون بمثابة فرع صغير من فرقة المهام اكس تحت قيادة الكولونيل فالنتينا فوستوك (المعروفة سابقًا باسم المرأة السلبية في دوم باترول) للقيام بعمليات في جميع أنحاء العالم تعتبر حيوية لأمن المصالح الأمريكية. تتخلى بعدها عن القيادة لهاري شتاين، الذي يعيد إنشاء الوكالة في صورة وتنظيم جديدين، ويُطلق عليه اسم كش ملك، إشارةً لمخططها التنظيمي المستوحى من لعبة الشطرنج.

#### «توجيه جانوس»
«توجيه جانوس» عبارة عن قصة تداخل تتضمن حربًا بين وكالات كش ملك والفرقة الإنتحارية ومشروع الذرّة، الذين يتلاعب بهم كوبرا من أجل تشتيت انتباه مجتمع المخابرات الأمريكية عن أنشطته. تفقد وكالة كش ملك 38 عميلًا على الأقل من العملاء برتبة فرسان (تم إحصاء أكثر من ثلثي قوة فارس كش ملك) ومقرها الرئيسي (بالإضافة إلى تخفيها كشركات كونيغ) في شيلبي، فيرجينيا، في وقت الحادث. في أعقاب ذلك، أخذ Sarge Steel مكان Waller كرئيس لـ Checkmate ، وانتقل Checkmate إلى قاعدة NORAD الجديدة في كولورادو.

## روابط خارجية
- Checkmate على قاعدة بيانات الكتب المصورة
- Checkmate (1988) على قاعدة بيانات الكتب المصورة
- Checkmate (2006) على قاعدة بيانات الكتب المصورة

### المقابلات
- جريج روكا في فيلم The Great Ten in Checkmate ، Newsarama ، 22 يونيو 2006
- Rucka ، DeFilippis & Weir on the Return of the Suicide Squad ، نيوساراما، 21 سبتمبر 2006
- التحقق من «الخروج» مع Rucka و Winick - محدث ، Newsarama ، 27 مارس 2007